# Indra Putra Mahayuddin
Indra Putra Mahayuddin (ur. 2 września 1981 w Ipoh) – malezyjski piłkarz grający na pozycji napastnika.

## Kariera klubowa
Karierę piłkarską Mahayuddin rozpoczął w klubie Perak FA. W 2001 roku zadebiutował w jego barwach w pierwszej lidze malezyjskiej. W latach 2002 i 2003 dwukrotnie z rzędu wywalczył mistrzostwo kraju. W 2004 roku odszedł Peraku do Pahang FA i w tamtym sezonie wspomógł go w wywalczeniu pierwszego w historii klubu mistrzostwa Malezji. Z 15 golami został królem strzelców ligi malezyjskiej w tamtym roku. Z kolei w 2006 roku zdobył z nim Puchar Malezyjskiej Federacji Piłkarskiej. W sezonie 2007/2008 grał w Selangorze FA, a w 2009 roku podpisał kontrakt z klubem Kelantan FA. W 2009 roku wystąpił z nim w finale Pucharu Federacji i finale Pucharu Malezji. Następnie grał w PBD Kuala Terengganu, ponownie Kelantanie, Feldzie United i Kelantanie, a w 2018 przeszedł do Kuala Lumpur FA.

## Kariera reprezentacyjna
W reprezentacji Malezji Mahayuddin zadebiutował w 2002 roku. W 2007 roku został powołany do kadry na Puchar Azji 2007. Tam rozegrał 3 spotkania: z Chinami (1:5 i gol w 73. minucie), z Uzbekistanem (0:5) i z Iranem (0:2).